# South Carolina State Bulldogs

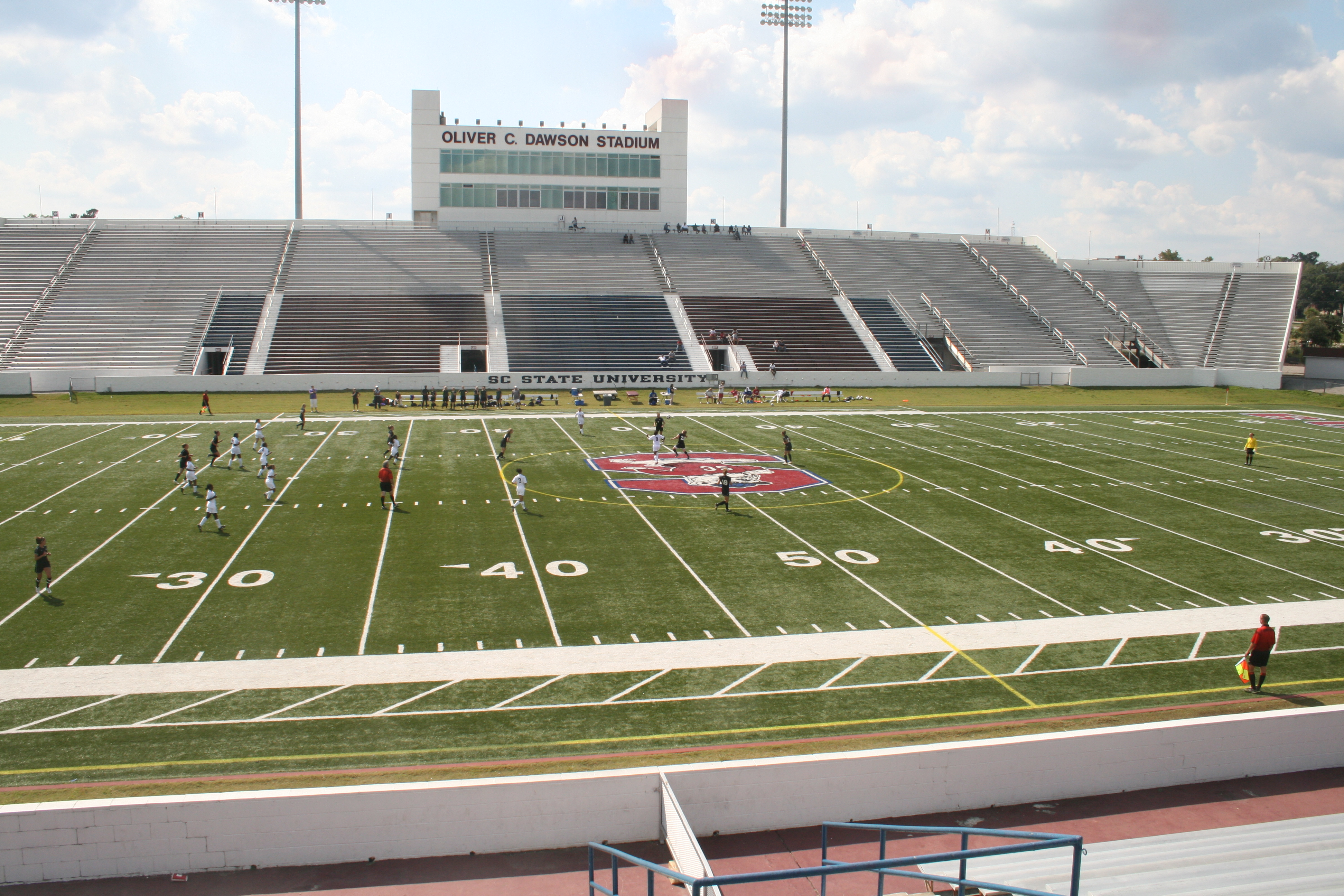
Oliver C. Dawson Stadium.

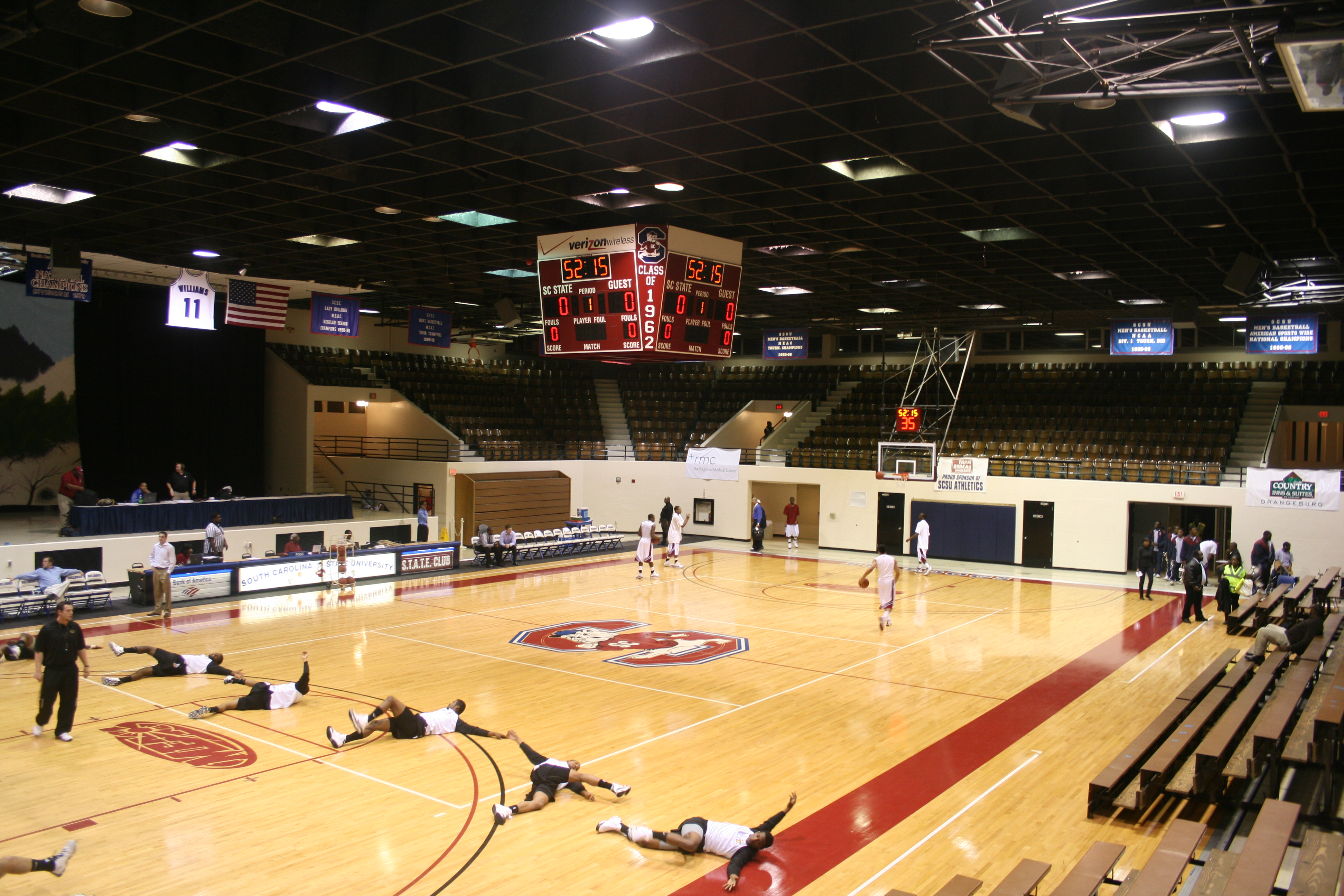
SHM Memorial Center.

South Carolina State Bulldogs (español: los Bulldogs de la Estatal de Carolina del Sur) es el nombre de los equipos deportivos de la Universidad Estatal de Carolina del Sur, situada en Orangeburg (Carolina del Sur). Los equipos de los Bulldogs participan en las competiciones universitarias organizadas por la NCAA, y forman parte de la Mid-Eastern Athletic Conference, salvo en el caso del fútbol femenino, que lo hace en la Great West Conference.

## Programa deportivo
Los Bulldogs compiten en 5 deportes masculinos y en 7 femeninos:
| - Masculino - Baloncesto - Fútbol Americano - Atletismo - Tenis - Cross | - Femenino - Cross - Baloncesto - Fútbol - Softball - Voleibol - Atletismo - Tenis |

## Instalaciones deportivas
- Smith-Hammond-Middleton Memorial Center es el pabellón donde disputan sus partidos los equipos de baloncesto y voleibol. Fue inaugurado en 1968 y tiene una capacidad para 3.200 espectadores.[1]
- Oliver C. Dawson Stadium, es el estadio donde disputan sus encuentros el equipo de fútbol americano y el fútbol femenino. Inaugurado en 1955 y remodelado en varias ocasiones, la última de ellas en 2006, tiene una capacidad para 22.000 espectadores.[2]